# Calatrava la Vieja
La antigua ciudad de Calatrava, conocida desde el siglo XIII como Calatrava la Vieja, se encuentra en el municipio español de Carrión de Calatrava, en la provincia de Ciudad Real.
Durante la Alta Edad Media, fue la única ciudad importante de al-Ándalus en el valle medio del río Guadiana. Su destacada posición, en la margen izquierda de este, la hacían paso obligado en el camino de Córdoba a Toledo y en las comunicaciones entre el Levante y el Poniente peninsular.
De fundación omeya (fines siglo VIII), durante cuatro siglos formó parte de al-Ándalus. A mediados del siglo XII, tras pasar a Castilla, fue una de las primeras posesiones de la Orden del Temple en este reino. Después del abandono templario del lugar, la ciudad fue el origen y primera sede (1158) de la Orden de Calatrava. 

## Etimología
El nombre de Calatrava deriva del árabe Qal'at Rabah قلعة رباح ('fortaleza de rábida'), que no hace referencia a algún nombre de la persona a quien le sería dado el lugar en el siglo VIII, a modo de encomienda. La ciudad fue construida de nueva planta por el emir cordobés Muhammad I para controlar a la levantisca Toledo y la ruta Toledo-Córdoba. El área de Calatrava estaba dominada por árabes propiamente dichos (es decir, originarios de Arabia), pertenecientes al clan de los Bakr ibn Wail, asentado en la región desde los tiempos de la conquista (711).
La palabra Qal'a ('fortaleza') es una de las más recurrentes en la toponimia árabe de la península ibérica, y está muchas veces unida a nombres (en cuyo caso toma una t final: qal'at), unas veces de personas (antropónimo): Calatayud, Calatalifa, etc.; y otras no: Calatañazor, Calatorao, Calaceite, Calamocha, etc. También aparece sola, precedida del artículo al- (Alcalá, Alcolea).
Fue adaptado al castellano con el topónimo de Calatrava, cuando el lugar pasó a poder de Reino de Castilla durante la Reconquista.

## Geografía

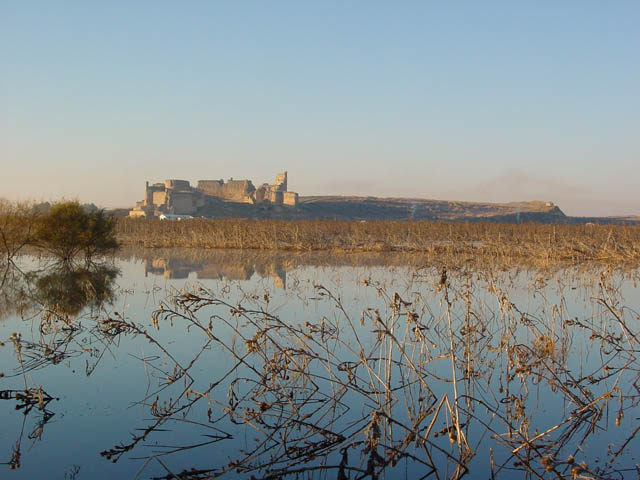
Calatrava la Vieja, desde la orilla norte del río Guadiana

Calatrava la Vieja se sitúa en un enclave de extraordinaria importancia estratégica, en la península fluvial configurada en la confluencia del río Guadiana y el arroyo de Valdecañas, y en lo alto de un cerro amesetado desde donde se controla el cruce del río. Por este paso transitaba el camino de Córdoba a Toledo, a cuyo control debía la ciudad gran parte de su importancia.
Se trataba de una posición fácilmente defendible junto al río Guadiana y en una zona lagunar (al oeste del parque nacional de las Tablas de Daimiel).

## Historia
Se tienen noticias de la existencia de la plaza fortificada de Calatrava ya en 785. En 853, debido a los enfrentamientos entre la rebelde ciudad de Toledo y el emirato de Córdoba, quedó semiderruida, si bien fue reconstruida poco después.

La época de mayor esplendor de la ciudad se inicia con la refundación realizada por al-Hakam, hermano del emir Muhammad I, tras la destrucción por rebeldes toledanos en 853. Entre esta fecha y 1147, la ciudad fue la capital de una amplia región. Con la caída del califato cordobés, su dominio se lo disputaron los reinos taifas de Sevilla, Córdoba y Toledo.

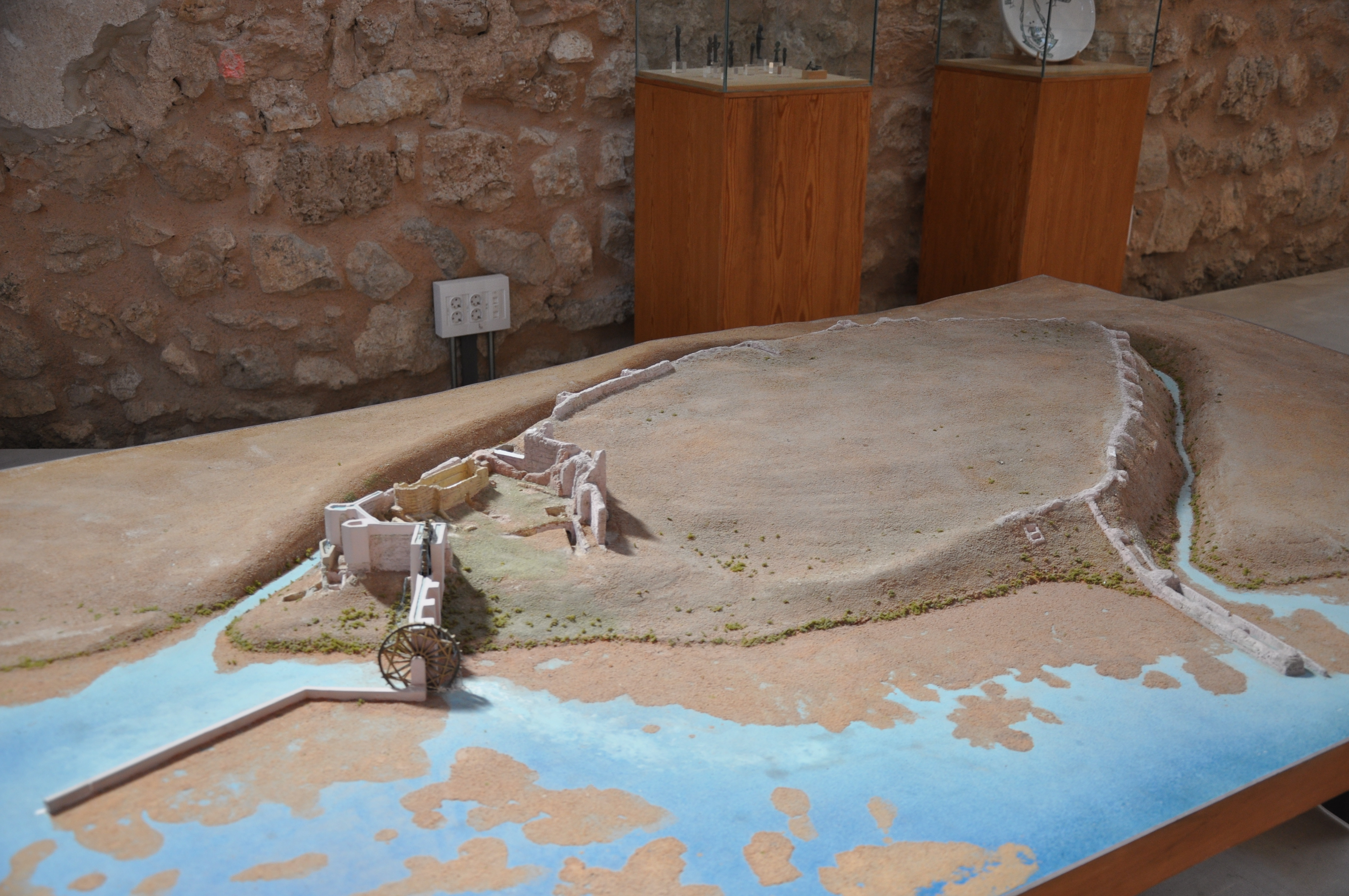
Maqueta de Qal'at Rabah, con las dos corachas, la de la medina y la del alcázar, para llevar el agua del río

Tras la conquista de Toledo por el rey Alfonso VI (1085) y la consecuente llegada de los almorávides a la Península, un año después, Calatrava fue el enclave más avanzado de al-Ándalus en sus continuos hostigamientos al reino cristiano.
De ese convulso siglo X es un ilustre calatraveño andalusí: el poeta Abu Tammam ibn Rabah, nacido en Calatrava, a la que elogió en sus poemas, aunque probablemente residió en Sevilla o en Zaragoza, lugares más propicios para el cultivo de la poesía.

La península ibérica hacia 1150; Calatrava es una de las plazas cristianas más meridionales

En 1147, la ciudad pasó a poder de Alfonso VII, convirtiéndose ahora en la plaza cristiana más avanzada frente a los musulmanes. Tras fracasar la primera encomienda dada a los Caballeros Templarios, Sancho III de Castilla (1158) entregó el enclave al abad Raimundo de Fitero, dando así lugar al nacimiento de la Orden de Calatrava.
La ciudad fue recuperada por los almohades en 1195, tras su victoria sobre Alfonso VIII en la batalla de Alarcos. La mantuvieron en su poder durante diecisiete años, hasta 1212, cuando el rey de Castilla la recuperó en el transcurso de la campaña que desembocaría en la decisiva batalla de Las Navas de Tolosa.
En 1217, la sede maestral de la Orden se trasladó al castillo de Dueñas, unos 60 km más al sur, que desde entonces será conocido como Calatrava la Nueva. La antigua ciudad de Calatrava pasó entonces a ser conocida como Calatrava la Vieja, quedando como cabeza de una Encomienda, con sede en el que fue su antiguo alcázar islámico. Su definitivo abandono se produjo a principios del siglo XV, momento en el que el comendador de Calatrava trasladó su residencia a la vecina Carrión de Calatrava.
Todos los pueblos de la comarca (Campo de Calatrava) pertenecían a la Orden, hecho que muchos lo conservan recogido en la segunda parte de su nombre.

## Descripción
Se ubica sobre restos anteriores; en las últimas campañas arqueológicas se han encontrado niveles ibéricos. En la actualidad Calatrava la Vieja es uno de los yacimientos arqueológicos de origen islámico de mayor relevancia en el territorio español. La importancia de los restos existentes obedece al considerable desarrollo que Calatrava alcanzó durante un periodo comprendido entre 785, fecha de la primera mención documental conocida sobre su existencia, y 1212, año en el que se origina el imparable proceso de decadencia que motiva que, a comienzos del siglo XVI, la ciudad se encontrara prácticamente abandonada.
Pese a que en la misma localización se han encontrado restos de época ibera que hablan de un asentamiento de gran importancia, no existen restos que permitan suponer la existencia de ocupación en época romana o visigoda, a consecuencia, seguramente, de lo insalubre del entorno.
El recinto comprende un total de 44 torres con un foso que lo rodea, de época árabe, alimentado por las aguas del río Guadiana. Quedan restos de ingenios hidráulicos de gran complejidad tecnológica para la época, como de las cuatro corachas, que elevaban el agua desde el foso a la ciudad para abastecerla. Parte de ella era desviada hacia la torre pentagonal, por la que salía a alta presión a través de un sistema de cañerías, de nuevo al foso. Este era un sistema defensivo hidráulico sin parangón en la fecha. De época templaria quedan restos de una iglesia inacabada, así como de dependencias y de la iglesia calatrava posterior.
Hoy en día se encuentra sometido a excavación arqueológica y restauración.

### Murallas y foso
Calatrava ocupa un cerro amesetado de planta ovoide, con 5 ha de extensión, en la margen izquierda del río Guadiana. Desde él se tiene un amplio dominio visual del entorno, pero no aporta capacidades defensivas destacables. La única defensa natural sólida la proporciona el propio río, cuyo cauce, antaño muy ancho y pantanoso, protegía el frente norte de la ciudad; en el resto de la plaza, la accesibilidad del cerro fue paliada mediante sólidas murallas (1500 m de longitud) que se adaptan al contorno de este.

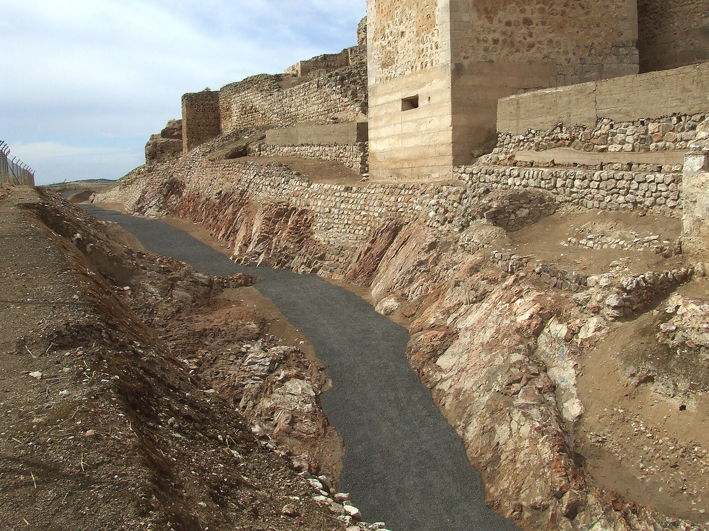
Calatrava la Vieja desde el este. El foso seco, en primer término; detrás una torre albarrana

Una gran parte de la muralla —casi toda de época omeya— aún se halla cubierta por escombros. Está jalonada por, al menos, 44 torres de flanqueo, de las cuales dos son albarranas. Con excepción de las dos torres situadas en el extremo oriental del alcázar, de planta pentagonal en proa, todas las demás son de planta cuadrangular, huecas y macizas. En el frente sur de la ciudad, donde se abre la puerta de entrada en recodo, las torres son de mayor tamaño, más abundantes, algunas de ellas huecas, y aparecen más espaciadas, mientras que las del espolón oeste —mejor defendido por el escarpe del terreno— son siempre macizas, más pequeñas, y se encuentran más próximas entre sí. Las que dan al río son casi todas huecas.
Salvo por su frente norte, protegido por el río y en donde se sitúan las corachas de abastecimiento de agua, el resto del recinto se encuentra rodeado por un foso seco que convertía a la ciudad en una verdadera isla. Dicho foso está en su mayor parte excavado en la propia roca del cerro, y cuenta con más de 750 m de recorrido y una profundidad media de 10 m. En frente de la puerta principal del lado sur, se aprecian los restos de un puente que salvaba el foso.
El cerro está dividido en dos zonas, separadas entre sí por una muralla de grandes proporciones: el alcázar, al este, y la medina, que ocupa el resto de la superficie. Al exterior de la muralla se extendían los arrabales.

#### Puertas y torreones
En Calatrava la Vieja existen dos ejemplos emirales (siglo IX) de puerta en recodo. La más notable daba acceso a la ciudad por el sur, después de traspasar un puente que salvaba el foso. Alojada en un macizo que conoció diversas ampliaciones, daba entrada a la medina mediante una rampa calzada con grandes lastras. Junto a ella existe un portillo que, por permitir un mayor control, debió de ser el paso más utilizado. En el alcázar se localiza la otra puerta en recodo que facilitaba la entrada desde el río mediante una rampa exterior al recinto; además, existió un portillo junto a la gran puerta que comunicaba la medina con el alcázar y que fue clausurado al construirse el gran salón de audiencias del alcázar.

#### Torres albarranas
En la zona del alcázar, y muy próximos entre sí, se localizan los dos ejemplares de este tipo de torre avanzada en Calatrava. La más alta y de mayores dimensiones, hueca y con la parte inferior de sillares y la superior de mampostería, está datada, como el resto del paramento de la muralla vecina, hacia el año 854. Junto a ella y más cerca del río, se localizan los restos de una segunda albarrana, de cronología almohade, que muestra sillares reaprovechados junto con obra en tapial. En el frente sur de las murallas, entre el alcázar y la puerta de la medina, hubo una tercera torre albarrana que posteriormente fue macizada, adoptando una planta pentagonal en proa.

#### Torre pentagonal en proa
Hay tres torres de este tipo en Calatrava la Vieja. Dos huecas, se sitúan en el extremo más oriental del alcázar, formando parte esencial del sistema defensivo hidráulico. La más alejada del río, sin acceso posible desde el alcázar y con sus muros perforados por tuberías de cerámica, pudo ser un castellum aquæ. La más cercana al río tiene acceso directo desde el alcázar y podría servir de puesto de control. Ambas han sido datadas hacia el año 854. Una tercera torre del recinto, anteriormente albarrana, fue macizada y forrada con materiales reaprovechados, para ser transformada en una torre pentagonal; quizás para alojar en su terraza grandes máquinas de guerra, como manganeles.

#### Corachas
Como un caso absolutamente excepcional, en Calatrava la Vieja se han identificado cuatro corachas. La más antigua, anterior al 853, fue rota al construir el castellum aquæ, si bien parte de sus restos sirvieron de apoyo a estructuras de época almohade, junto al río. Además de una segunda coracha situada en los arrabales, aún por desescombrar, destacan las corachas de la medina y del alcázar. La de la medina se adentra en el río casi 80 m, y está jalonada por cinco torres-contrafuerte situadas a contracorriente. Mediante un sistema de norias de relevo, captaba agua del río desde la torre terminal, elevándola hasta el interior de la medina para el abastecimiento de esta.

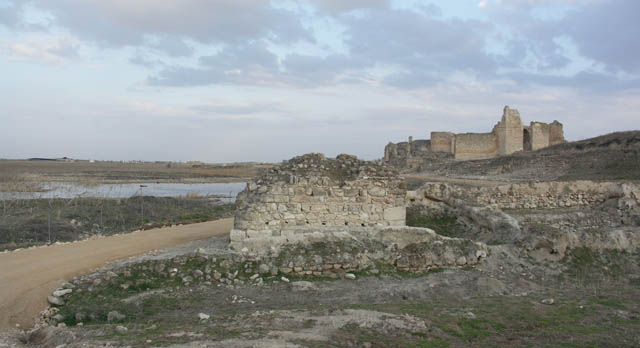
Vista desde el oeste. La coracha de la ciudad, en primer término; al fondo, el alcázar

La coracha del alcázar —aún por descubrir en su totalidad— y el castellum aquæ constituyen el núcleo de un sistema defensivo hidráulico único en su género. Dicho sistema quedó configurado durante la reconstrucción de la ciudad en el año 854. La coracha captaba agua del río y la elevaba hasta la parte superior del lienzo oriental del alcázar, desde donde, por medio de canales, era distribuida tanto al interior de este —para ser utilizada por sus ocupantes— como hacia el castellum aquæ situado en la torre pentagonal sur; desde esta última, el agua vertía al foso, a alta presión, a través de las numerosas bajantes de cerámica que atraviesan sus muros.
Semejante mecanismo, auténtico unicum en la arquitectura militar medieval, suponía no sólo una entrada alternativa de agua al foso para asegurar su abastecimiento en los momentos de estiaje del río, sino también, y principalmente, una nueva y espectacular manifestación del lenguaje del poder omeya: un impresionante vehículo de propaganda política. Durante el período almohade, el sistema fue reformado mediante un antemuro que, profusamente perforado por varios niveles de bajantes de cerámica, se apoyaba en la vecina torre albarrana levantada entonces.

### Medina y arrabales
La medina constituía el centro de la vida urbana de Calatrava. Las fuentes escritas cuentan que tenía todas las estructuras propias de una ciudad islámica: mezquitas, baños, tiendas, hornos, «casas fuertes de tierra»… En su sector central se han localizado restos de habitaciones y una calle enlosada de época almohade. Se encontraba completamente rodeada por una sólida muralla con más de cuarenta torres. A su interior se accedía a través de una de las puertas en recodo más antiguas de Al-Ándalus, precedida por un puente que permitía salvar el foso. En los extensos arrabales que rodean la ciudad se han localizado diversas áreas artesanales e industriales, un cementerio almohade, restos de caseríos dispersos y una mezquita en el conjunto de la actual ermita de la Encarnación.

### El alcázar

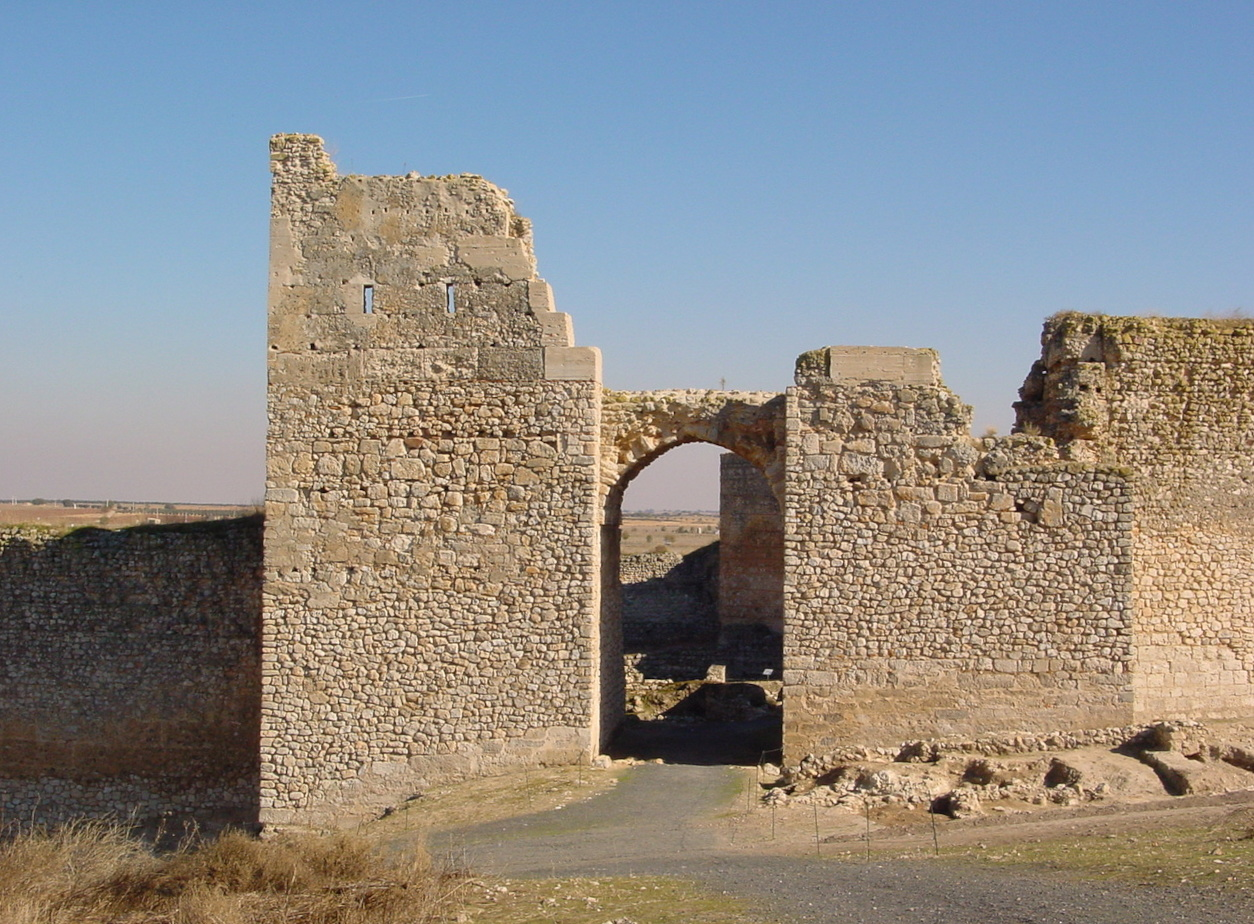
Calatrava la Vieja. Arco triunfal del alcázar desde la medina

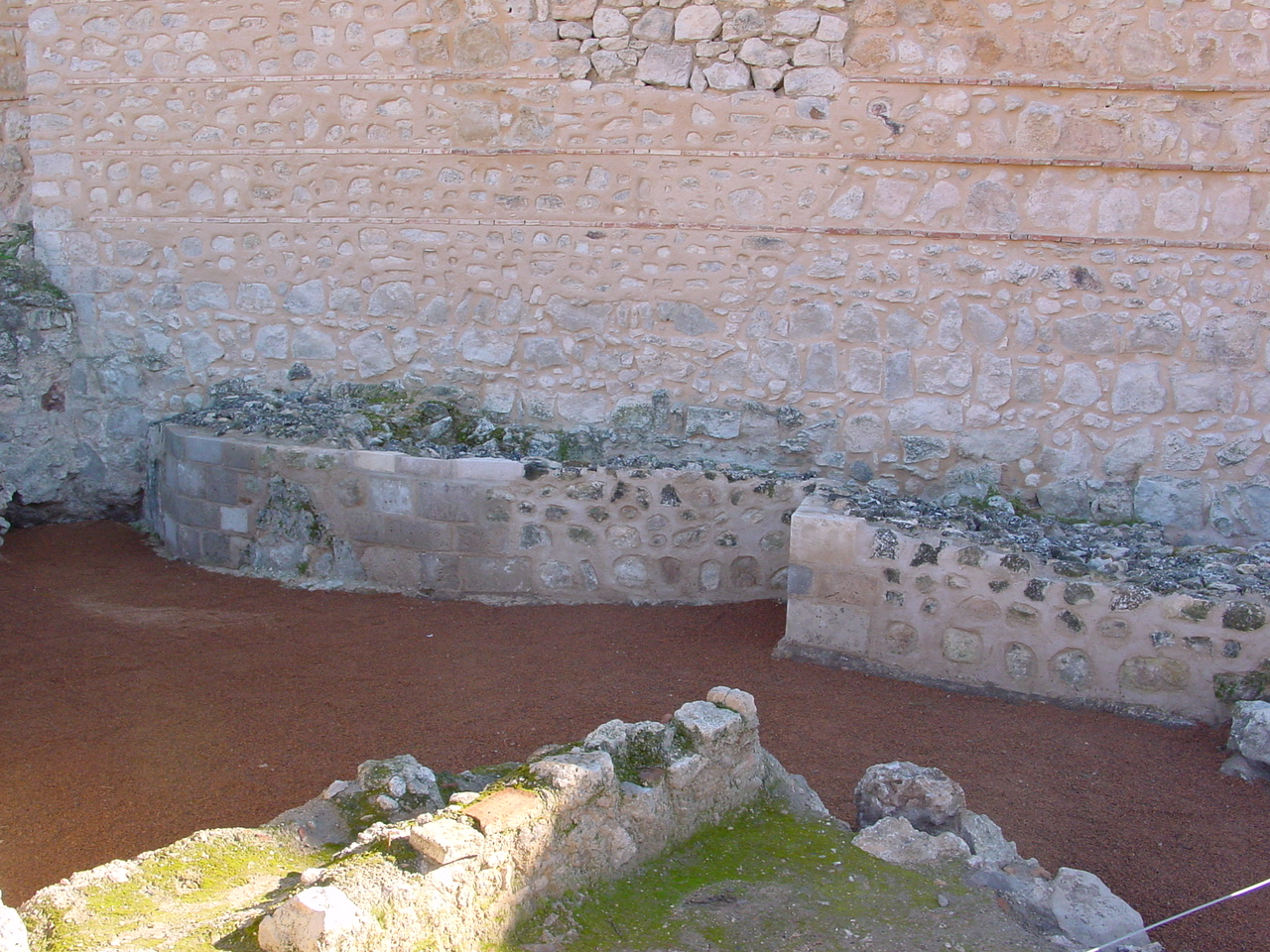
Calatrava la Vieja. Restos del ábside templario y de la iglesia de la Orden de Calatrava

Se localiza en el extremo oriental de la ciudad, al comienzo del foso. De planta triangular, cuenta con una extensión de 1 ha. En torno a él se concentran los elementos defensivos más destacados de la plaza, no sólo porque estaba destinado a albergar los centros de poder, sino también porque las defensas naturales de este sector del cerro eran de escasa entidad.
En sus defensas y estructuras internas se diferencian varias etapas:
1. Anteriores al año 853: los restos del antiguo muro de cierre occidental, formado por la propia puerta, todavía oculta, y por diversas torres incluidas en él, de muy diversa construcción: adobe, ladrillo, tapiales de tierra y mampostería, etc.
2. Las pertenecientes a la reconstrucción de Muhammad I (post. 854) responden a un plan unitario promovido, como en otras partes de la ciudad, por el poder central cordobés con un claro propósito de manifestar su supremacía en la región. Destacan las grandes torres de entrada —que forran a las primitivas—, el gran arco triunfal que antecede a la antigua puerta, y los paramentos oeste y sureste. A esta etapa se atribuye también la construcción de la torre albarrana primitiva y las torres pentagonales en proa, que, junto con la coracha vecina, formaban parte de un sistema defensivo hidráulico.
3. Las islámicas de cronología imprecisa: el aljibe exento, por delante de la puerta, y la gran sala con varios arcos de herradura de gran tamaño, que se corresponde con un gran salón de audiencias ligado a una alberca y a un jardín: todo ello con un alto valor simbólico, que relaciona el ejercicio del poder del gobernante que lo construyó con el dominio del agua, y que lo enlaza con primitivos ceremoniales omeyas de Oriente.
4. El inconcluso ábside templario (1147–1158), de planta dodecágona, que es uno de los pocos testimonios constructivos de la Orden del Temple en Castilla.
5. Sobre restos más antiguos, la iglesia y las dependencias adjuntas de la Encomienda de Calatrava (siglos XIII y XIV) ocupan la mayor parte del área del alcázar. En esos dos siglos se realizaron continuas obras, reformas y reaprovechamientos de los espacios. Destacan los restos de una herrería y las dependencias abovedadas junto a la iglesia.